# Équipe de Belgique masculine de handball
Maillots
Dernière mise à jour : 30 décembre 2022.
L'équipe de Belgique masculine de handball représente l'Union royale belge de handball lors des compétitions internationales. Surnommé les Red Wolves, la sélection nationale ne s'était jamais qualifiée pour un tournoi majeur avant le Mondial 2023.
Toutefois, la sélection nationale connut quelque fait d'armes tel qu'une victoire historique en 1995 face à la France, alors championne du monde. La plus large victoire des Belges remonte au 10 juin 2012, contre l'Irlande, 40 à 12, tandis que les plus grandes défaites remontent au 6 janvier 2005 face à la Macédoine où les Belges concédèrent à une défaite de 44 à 17, et face à la Suède, 46 à 19.

## Histoire

### Handball à onze
L'histoire retient que Jules Devlieger est considéré comme l'importateur du handball en Belgique. Il découvrit effectivement ce sport en 1921 alors qu'il se rendait avec une petite délégation liégeoise aux Olympiades ouvrières de Prague. De retour en Belgique, il s'attacha à l'introduire d'abord dans son club de Beyne et puis se sport se répandit dans toute la Province de Liège à tel point que la Fédération des Sports Socialistes décida dans les années 1930 de constituer un tout premier championnat. Le handball restera malheureusement timide dans les autres régions du pays et il faudra finalement attendre l'après-guerre pour le voir se développer au niveau national. Ainsi, de 1948 à 1959, la Belgique participa quatre fois aux Championnats du monde de handball à onze (1948, 1952,1955, 1959) mais se fait à chaque fois évincé lors des éliminatoires.
En 1957, l'Union royale belge de handball est fondée, celle-ci régit dorénavant les différentes compétitions de handball en Belgique ainsi que la sélection nationale qui passa à du handball plus moderne, le handball à sept qui remplaça le handball à onze.

### Handball
Avant 1994, il n'y a pas de championnat d'Europe. Les seuls compétitions majeures sont le championnat du monde et, depuis sa réintégration en 1972, les Jeux olympiques. Seules les deux premières éditions de cette réintégration auront un tournoi de qualification auxquelles les diables rouges réaliseront de médiocres performances. Pour ce qui est du championnat du monde, de 1976 à 1992, l'IHF organisera un mondial B et C. Le mondial sera le mondial A.
Avec cette formule, la Belgique participa à sept éditions du Championnat du monde C mais réussit à deux reprises à accéder au mondial B, en 1982 et en 1990. En 1982, les diables rouges terminent, en effet, à une très belle deuxième place derrière la Bulgarie mais il ne feront que l'aller-retour avec le mondial C. En 1990, c'est une tout autre histoire, la sélection termine à la septième place du mondial C mais accéda tout même au niveau supérieur grâce à la réunification allemande. Cette édition du mondial B sera la toute dernière étant donné que l'IHF décida de changer de formule. Cette compétition verra les diables rouges terminer quatorzièmes, soit avant-derniers, juste devant l'Argentine.
Les seuls faits d'armes de la Belgique restèrent pendant longtemps des victoires occasionnels face à des cadors européens tels que la Norvège mais surtout la France. Une victoire prestigieuse à Bressoux en 1995 face à l'équipe de France alors tenante du titre mondial. L'équipe belge était alors prise en charge par Jos Schouterden.

### La renaissance de la sélection et la qualification

Logo des Red wolves.

En Belgique le handball n'est pas considéré comme un sport de haut niveau, de fait l'équipe nationale est très peu subventionnée par le Comité olympique et interfédéral belge.
Toutefois, l'équipe nationale belge porte un projet avec pour commencer une identité pour la sélection qui prend comme surnom les Red Wolves, avec un nouveau logo et une mascotte. Le sélectionneur national Yérime Sylla qui est investi dans le handball belge depuis 2011 est également un facteur important lié à cette renaissance. L'apparition de la BeNe League en 2014 permit, quant à elle, à professionnaliser le handball belge. Enfin, l'augmentation de joueurs tentant leurs chances à l'étranger a également contribué à professionnaliser l'équipe nationale qui, malgré cela, compte encore des amateurs.
Après la pandémie de la COVID-19, de nombreux joueurs de la sélection décident de mettre un terme à leurs carrières internationales tels que Thomas Cauwenberghs, Arber Qerimi, Thomas et Nathan Bolaers. Malgré une sélection donc rajeunie, la Belgique se qualifie difficilement pour les qualifications du Mondial 2023, terminant 2e derrière la Grèce à l'issue des pré-qualifications. Devant passer a priori deux tours, les Red Wolves n'en auront finalement qu'un à passer à la suite de la disqualification russe à cause de la Guerre d'Ukraine. La sélection belge est alors opposée à la Slovaquie pour une double confrontation lors de laquelle, malgré une courte défaite de 28 à 26 à Topoľčany, les Belges parviennent à émerger devant son public pour s'imposer 31 à 26 synonyme d'une qualification historique pour son tout premier tournoi majeur.

#### Championnat du monde

##### Quelques dates clés
- 1956 : Fondation de l'Union royale belge de handball.
- 7 février 1982 : Organisation du Championnat du monde C
- 14 février 1982 : Promu au Championnat du monde B malgré la défaite en finale face à la Bulgarie (19-17).
- 2 novembre 1995 : Victoire 21-20 face à la France, alors Championne du monde en titre.
- 2011 : Yérime Sylla reprend l'équipe.
- 6 novembre 2016 : Défaite sur le score étriqué de 37 à 39 face à la France, alors Championne du monde en titre.
- 19 mars 2022 : Qualification pour le Mondial de 2023, première participation pour un tournoi majeur.
- 13 janvier 2023 : Premier match en Championnat du monde. Défaite 43 à 28 face au Danemark.
- 15 janvier 2023 : Première victoire en Championnat du monde. Victoire 31 à 29 face à la Tunisie.

### Parcours
| Année | Compétition                 | Résultat        | Remarques                                                      |
| ----- | --------------------------- | --------------- | -------------------------------------------------------------- |
| 1938  | Championnat du monde à onze | Non qualifié    |                                                                |
| 1938  | Championnat du monde        | Non qualifié    |                                                                |
| 1948  | Championnat du monde à onze | Éliminatoire    | éliminé 12 à 4, par les Pays-Bas                               |
| 1952  | Championnat du monde à onze | 12e             | éliminé 18 à 8, par la France                                  |
| 1954  | Championnat du monde        | Non qualifié    |                                                                |
| 1955  | Championnat du monde à onze | Éliminatoire    | 3e du groupe IV                                                |
| 1958  | Championnat du monde        | Non qualifié    |                                                                |
| 1959  | Championnat du monde à onze | Éliminatoire    | élimination par le Danemark                                    |
| 1961  | Championnat du monde        | Non qualifié    |                                                                |
| 1963  | Championnat du monde à onze | Non qualifié    |                                                                |
| 1964  | Championnat du monde        | Non qualifié    |                                                                |
| 1966  | Championnat du monde à onze | Non qualifié    |                                                                |
| 1967  | Championnat du monde        | Non qualifié    |                                                                |
| 1970  | Championnat du monde        | Non qualifié    |                                                                |
| 1972  | Jeux olympiques             | Non qualifié    | Qualification : 15e                                            |
| 1974  | Championnat du monde        | Non qualifié    |                                                                |
| 1976  | Jeux olympiques             | Non qualifié    | Qualification : 3e/3e du groupe E                              |
| 1976  | Championnat du monde C      | 7e/8            |                                                                |
| 1978  | Championnat du monde C      | Non participant |                                                                |
| 1980  | Championnat du monde C      | 7e/10           |                                                                |
| 1982  | Championnat du monde C      | 2e              | Qualifié pour le Mondial B                                     |
| 1983  | Championnat du monde B      | 12e             | Relégué pour le Mondial C                                      |
| 1984  | Championnat du monde C      | 9e/12           |                                                                |
| 1986  | Championnat du monde C      | 6e/11           |                                                                |
| 1988  | Championnat du monde C      | 6e/9            |                                                                |
| 1990  | Championnat du monde C      | 7e              | Qualifié pour le Mondial B, grâce à la réunification allemande |
| 1992  | Championnat du monde B      | 15e/16          |                                                                |
| 1994  | Championnat d'Europe        | Non qualifié    | Qualifications : 5e/5 du groupe 3                              |
| 1995  | Championnat du monde        | Non qualifié    | Qualifications : ?                                             |
| 1996  | Championnat d'Europe        | Non qualifié    | Qualifications : 4e/4 du groupe 3                              |
| 1997  | Championnat du monde        | Non qualifié    | Qualifications : 4e/4 du groupe 1                              |
| 1998  | Championnat d'Europe        | Non qualifié    | Pré-qualifications : 4e/4 du groupe E                          |
| 1999  | Championnat du monde        | Non qualifié    | Qualifications : 4e/4 du groupe 3                              |
| 2000  | Championnat d'Europe        | Non qualifié    | Qualifications : 3e/3 du groupe 6                              |
| 2001  | Championnat du monde        | Non qualifié    | Qualifications : 4e/4 du groupe 4                              |
| 2002  | Championnat d'Europe        | Non qualifié    | Qualifications : 4e/4 du groupe 2                              |
| 2003  | Championnat du monde        | Non qualifié    | Qualifications : 3e/4 du groupe 2                              |
| 2004  | Championnat d'Europe        | Non qualifié    | Qualifications : 3e/4 du groupe 3                              |
| 2005  | Championnat du monde        | Non qualifié    | Qualifications : 3e/3 du groupe 6                              |
| 2006  | Championnat d'Europe        | Non qualifié    | Qualifications : 4e/4 du groupe 2                              |
| 2007  | Championnat du monde        | Non qualifié    | Qualifications : 4e/4 du groupe 5                              |
| 2008  | Championnat d'Europe        | Non qualifié    | Qualifications : 3e/3 du groupe 7                              |
| 2009  | Championnat du monde        | Non qualifié    | Qualifications : 4e/4 du groupe 4                              |
| 2010  | Championnat d'Europe        | Non qualifié    | Qualifications : 5e/5 du groupe 3                              |
| 2011  | Championnat du monde        | Non qualifié    | Qualifications : 3e/3 du groupe 4                              |
| 2012  | Championnat d'Europe        | Non qualifié    | Pré-qualifications : 3e/4 du groupe C                          |
| 2013  | Championnat du monde        | Non qualifié    | Qualifications : 4e/4 du groupe 3                              |
| 2014  | Championnat d'Europe        | Non qualifié    | Pré-qualifications : 3e/4 du groupe C                          |
| 2015  | Championnat du monde        | Non qualifié    | Qualifications : 4e/4 du groupe 4                              |
| 2016  | Championnat d'Europe        | Non qualifié    | Qualifications : ?/4 du groupe 7                               |
| 2017  | Championnat du monde        | Non qualifié    | Qualifications : 3e/3 du groupe 5                              |
| 2018  | Championnat d'Europe        | Non qualifié    | Qualifications : 4e/4 du groupe 7                              |
| 2019  | Championnat du monde        | Non qualifié    | Qualifications : 2e/4 du groupe 5                              |
| 2020  | Championnat d'Europe        | Non qualifié    | Qualifications : 4e/4 du groupe 2                              |
| 2021  | Championnat du monde        | Non qualifié    | Pré-qualifications : 2e/3 du groupe 4                          |
| 2022  | Championnat d'Europe        | Non qualifié    | Forfait                                                        |
| 2023  | Championnat du monde        | 21e             | Première participation à un tournoi majeur                     |

## Effectif actuel
Les 15 joueurs sélectionnés pour disputer les qualifications de l'Euro 2024 contre les Pays-Bas et la Croatie :

## Identité
Autrefois, l'équipe nationale était surnommée les diables rouges, tout comme le football mais depuis quelques années, l'équipe se surnomme les Red Wolves, les loups rouges.

## Palmarès

### Parcours auxJeux olympiques
Aucune qualification

### Parcours auxchampionnats du monde
- 2023 : 21e

### Parcours auxchampionnats d'Europe
Aucune qualification

## Personnalités liés à la sélection

### Sélectionneurs
Parmi les sélectionneurs, on trouve
- Mieczysław Wojczak : de 1989 à 1991
- Alex Jacobs : de ? à 1994
- Thierry Herbillon : en 1994[1] et 1996-1997
- Jos Schouterden : en 1994[1]
- Predrag Dosen : ?
- Robert Nijdam : de 2008 à 2009
- Boro Golić : en 2009
- Yérime Sylla : de 2011 à 2014[2]
- Guy Petitgirard : de 2014 à 2015[2]
- Yérime Sylla (2) : de 2015 à 2018[2]
- Arnaud Calbry : de 2018 à 2021
- Yérime Sylla (3) : de 10/2021 à 05/2024[2]

Nebojša Popović et Guy Petitgirard ont également eu le rôle de directeur technique national.

### Joueurs
Années 1960
- Jean Mossoux
- Marcel Dewar
- Richard Lespagnard
- Jean-Claude Méode (69 sél.)
- Sus Weyn

Années 1980
- Jo Smeets (120 sél.)
- Dirk Verhofstad
- Jaak Schuurmans
- Loepie Brouwers
- Erik Kenis
- Alex Jacobs
- Serge Philippe
- Jan Smeets

Années 1990
- Diethard Huygen
- Jean-Michel Dubuc
- Ken de Nil
- Patrick Catteeuw
- Raoul Lenders
- Jean-Luc Grandjean
- David Polfliet (87 sél.)
- Thierry Bernimoulin
- Thierry Dubuc
- Haris Dzafic
- Luc Deltombe
- Joseph Delpire (185 sél.)

Années 2000
- Christophe Bourlet
- Bram Dewit
- Max Fortemps
- Lars Bertels (35 sél.)

Années 2010
- Nathan Bolaers
- Thomas Bolaers
- Thomas Cauwenberghs
- Jef Lettens
- Tom Robyns
- Roel Valkenborgh
- Colin Glesner
- Florian Glesner

Années 2020
- Arber Qerimi
- Yannick Glorieux
- Pierre Brixhe
- Quinten Colman
- Jeroen De Beule
- Raphaël Kötters
- Simon Ooms